# Zegar słoneczny w Prachaticach
Zegar słoneczny w Prachaticach (czes. Sluneční hodiny Prachatice) – największy zegar słoneczny w Czechach (dawniej także w Czechosłowacji) i jeden z największych zegarów tego typu w Europie Środkowej, zlokalizowany w północno-wschodniej części starego miasta w Prachaticach (kraj południowoczeski), na narożniku ulic Zvolenskiej i Zahradní (Malé náměstí), w pobliżu Bramy Dolnej (Píseckiej). 
Zegar zajmuje powierzchnię około 5,1 x 3,1 metra, a jego wskazówka ma długość około 3,6 metra. Godziny wyryte są na ośmiu blokach różnej wielkości. 
Obiekt z marmuru zbuzańskiego (Praga) powstał podczas realizacji nowej zabudowy tego rejonu miasta z lat 60. i 70. XX wieku. Autorem projektu był zainteresowany tematyką astronomiczną rzeźbiarz Zdeněk Šimek (1927-1970), członek grupy artystycznej „Trasa” powstałej w 1954. Stworzył on czternaście różnych propozycji rzeźb dla Prachatic. Zegar konsultowany był z astronomem oraz matematykiem, gdyż konieczne było prawidłowe określenie położenia i wymiarów wszystkich jego części składowych. Wstępne założenia zostały stworzone w 1969. Rzeźbę ukończono już po śmierci autora. Miasto przejęło zegar na własność 6 grudnia 1971. We wrześniu 2023 na skutek zmęczenia materiału ułamała się część wskazówki. Naprawę ukończono w kwietniu 2024 – użyto marmuru włoskiego, bowiem praski kamieniołom zakończył wydobycie w 1993.